# 采韋利奇
50°41′37″N 24°40′25″E / 50.69361°N 24.67361°E
采韋利奇（烏克蘭語：Цевеличі），是烏克蘭的村落，位於該國西部沃倫州，由沃洛德米爾區負責管轄，始建於1542年，面積1.27平方公里，海拔高度227米，2001年人口260，人口密度每平方公里204.72人。